# Моё имя Лида
«Моё имя Лида» — третий студийный альбом российского поп-рейв исполнителя Lida, выпущенный 12 ноября 2021 года на лейбле DNK Music. Альбом состоит из 14 треков, в том числе с композицией «Лиза», выпущенной ранее.

## Об альбоме
Звук пластинки представляет собой поп-рейв. В альбоме представляются жанры эйфорический хардстайл, фьюче-бейс, драм-н-бейс и happy hardcore.
В альбом вошла ранее выпущенная композиция «Лиза».

## Создание
Для написания альбома Lida нашел коттедж для себя и своей команды.
В написании музыки принимали участие такие продюсеры как Beatcaster, VHS SOUND, ЮГ 404 и S3RL

## Критика

### Отзывы в специализированных музыкальных изданиях
По мнению российского критика Алексея Мажаева из InterMedia интро альбома «Моё имя Лида» «устроено вполне по-рэперски — по крайней мере по духу: оно сочинено от лица этакого утомлённого успехом фрэшмена». Трек «Лиза» назвал «бешеной плясовой, с рифмой „первокурсница — влюбится“ вызывает головотрясение не только у студентов и не только у тех, чьё имя Лиза». Следующий трек «ФЭС» по мнению рецензента «аббревиатура рифмуется с „увозишь тело в лес“, при этом градус танцевального веселья повышается до критических значений» и отметил, что Lida «изобретателен в своих текстах и их тематике». Песню «Печальная!» была отмечена как «жизнерадостна, хотя и повествует о том, какой рейв надо устроить на похоронах исполнителя». Трек «Jump! (стадионная)» по мнению Алексея «пытается воссоздать атмосферу стадионных концертов, где у артиста логично отключается чувство юмора и включается чувство пафоса». По мнению критика, трек «Любовь 2000» задумана, как «стилизация на танцевальную музыку нулевых». И отметил, что «Lida вольно и невольно взглянул на предмет шире — это могла быть и пародия на беззаботную эстраду начала 80-х». В бонусном треке «Ewan!na» критик отметил «редкую для жанра самокритичность». Алексей поставил оценку 7,5 звезд из 10.

## Коммерческий успех
Альбом дебютировал в российском чарте Apple Music на 26 строчке и попал на 88 место в эстонском чарте. Попал на второе место в чарте BandLink.
Песня «Лиза» попала на 62 место в российском чарте и на 145 место в украинском чарте Spotify. И на двадцатое место в чарте BandLink.

## Трек-лист
Адаптировано под Apple Music
| №   | Название               | Длительность |
| --- | ---------------------- | ------------ |
| 1.  | «Мое имя Лида (intro)» | 1:40         |
| 2.  | «Лиза»                 | 2:58         |
| 3.  | «ФЭС» (совм. с S3RL)   | 3:05         |
| 4.  | «Холода»               | 3:05         |
| 5.  | «Jump! (стадионная)»   | 3:47         |
| 6.  | «Юзай»                 | 3:17         |
| 7.  | «Печальная»            | 2:04         |
| 8.  | «Любовь 2000»          | 3:09         |
| 9.  | «Одинокий волк»        | 2:15         |
| 10. | «Dirty girls»          | 3:18         |
| 11. | «Воздух»               | 2:17         |
| 12. | «Alone shuffling»      | 3:01         |
| 13. | «Ради бога»            | 3:31         |
| 14. | «Ewan!na»              | 2:28         |

## Чарты
| Чарты                 | Позиция | Источник |
| --------------------- | ------- | -------- |
| Apple Music (Россия)  | 26      | [ 5 ]    |
| Apple Music (Эстония) | 88      | [ 6 ]    |
| BandLink              | 2       | [ 8 ]    |

| Чарты             | Позиция | Источник |
| ----------------- | ------- | -------- |
| Spotify (Россия)  | 62      | [ 8 ]    |
| Spotify (Украина) | 145     | [ 8 ]    |
| BandLink          | 20      | [ 9 ]    |

| Чарты            | Позиция | Источник |
| ---------------- | ------- | -------- |
| Spotify (Россия) | 114     | [ 8 ]    |